# Holoplatys queenslandica
Holoplatys queenslandica is een spinnensoort uit de familie springspinnen (Salticidae). De soort komt voor in Queensland en Nieuw-Guinea.